# Maravilhas
Maravilhas is een gemeente in de Braziliaanse deelstaat Minas Gerais. De gemeente telt 7.224 inwoners (schatting 2009).